# 大蕨蘚
大蕨蘚（学名：Pterobryon subarbuscula）为蕨蘚科大蕨蘚屬下的一个种。